# Канеграте
Канегра̀те (на италиански: Canegrate, на западноломбардски: Canegràa, Канеграа) е град и община в Северна Италия, провинция Милано, регион Ломбардия. Разположен е на 192 m надморска височина. Населението на общината е 12 468 души (към 2011 г.).